# Rottneros
För företaget, se Rottneros AB.
Rottneros är en tätort i Sunne kommun.
Den intilliggande älven Rottnan hade förr tre fall strax innan mynningen i Mellanfryken, varav det största Rottnafallet hade en fallhöjd på cirka 26 meter. Fallen är sedan lång tid utbyggda för vattenkraft. 

## Etymologi
Namnet på orten (Rotnaroos 1435) kommer av det fornsvenska Rotnar, som är genitiv av Rotn (älven Rottnan). Dess namn betyder "den rytande". Efterledet os betyder "åmynning". Rottneros är alltså ett namn för "rytande os", dvs. Rottnaälvens rytande mynning ut i Fryken. 

## Befolkningsutveckling

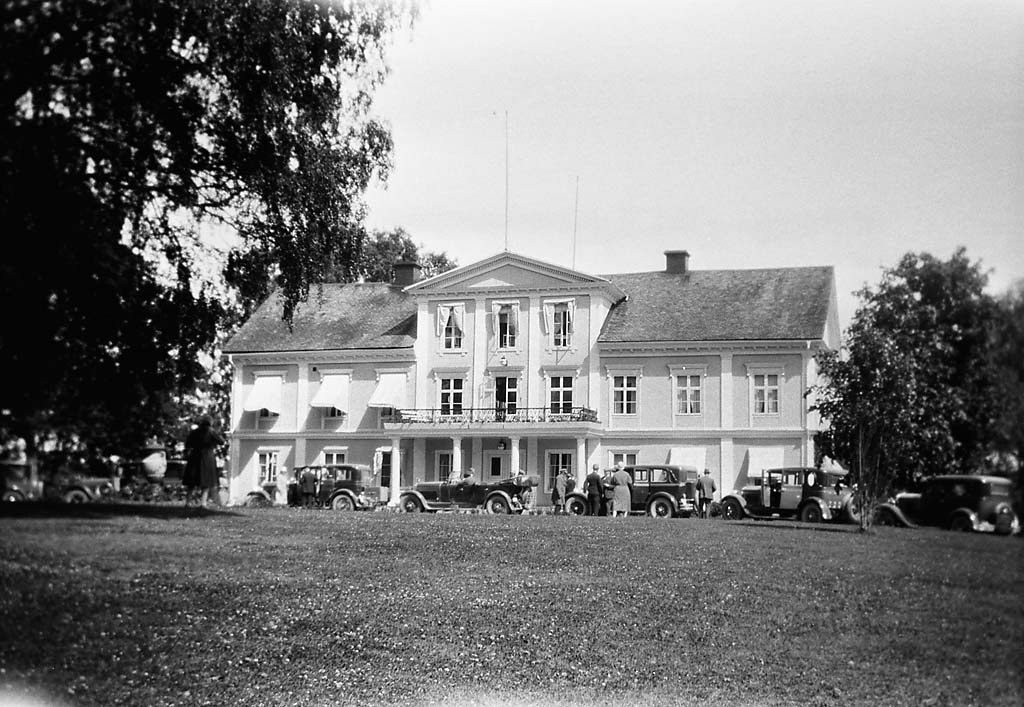
Rottneros herrgård, mars 1929

| Befolkningsutvecklingen i Rottneros 1960–2020 | Befolkningsutvecklingen i Rottneros 1960–2020 | Befolkningsutvecklingen i Rottneros 1960–2020 | Befolkningsutvecklingen i Rottneros 1960–2020 | Befolkningsutvecklingen i Rottneros 1960–2020 |
| --------------------------------------------- | --------------------------------------------- | --------------------------------------------- | --------------------------------------------- | --------------------------------------------- |
|                                               |                                               |                                               |                                               |                                               |
| År                                            |                                               |                                               | Folkmängd                                     | Areal (ha)                                    |
| 1960                                          | 1960                                          |                                               | 568                                           |                                               |
| 1965                                          | 1965                                          |                                               | 466                                           |                                               |
| 1970                                          | 1970                                          |                                               | 449                                           |                                               |
| 1975                                          | 1975                                          |                                               | 402                                           |                                               |
| 1980                                          | 1980                                          |                                               | 398                                           |                                               |
| 1990                                          | 1990                                          |                                               | 432                                           | 158                                           |
| 1995                                          | 1995                                          |                                               | 468                                           | 159                                           |
| 2000                                          | 2000                                          |                                               | 473                                           | 160                                           |
| 2005                                          | 2005                                          |                                               | 444                                           | 160                                           |
| 2010                                          | 2010                                          |                                               | 448                                           | 158                                           |
| 2015                                          | 2015                                          |                                               | 445                                           | 120                                           |
| 2020                                          | 2020                                          |                                               | 400                                           | 135                                           |
|                                               |                                               |                                               |                                               |                                               |

## Byggnader

### Herrgården
Rottneros herrgård stod modell för Ekeby i Gösta Berlings saga.

### Stamfrändemonumentet
I Rottneros står Stamfrändemonumentet, rest för att minnas dem som invandrat till Värmland från Finland och de värmlänningar som utvandrat till Nordamerika. Monumentet är en relief i granit föreställande en karta över Värmlands landskap med inskriptionen TILL HUGFÄSTANDE AV SAMBANDET MED STAMFRÄNDER VÄSTANHAVS OCH ÖSTANHAVS, en örn av brons sitter på toppen av monumentet. Såväl granitreliefen som bronsörnen är gjord av den finländske konstnären Jussi Mäntynen och invigdes den 22 juni 1953.
Monumentet står uppställt i Rottneros utmed väg E45, Inlandsvägen utanför Sunne i Värmland.
Den dåvarande ägaren till Rottneros bruk, Svante Påhlson, beställde och bekostade monumentet. Vid den stora och påkostade invigningen närvarade bland annat Finlands minister i Sverige samt USA:s ambassadör och landshövding Acke Westling.
Sveriges två senaste regenter har på sina eriksgator besökt och skrivit sina namn på monumentet, Gustaf VI Adolf den 27 juni 1953 och Carl XVI Gustaf den 11 september 1974.

## Näringsliv
De så kallade Rottnerosverken anlades ursprungligen som stångjärnsverk av Johan Börjesson Carlberg 1633. Verksamheten förändrades till papperstillverkning i slutet av 1800-talet och idag är Rottneros AB en börsnoterad koncern med två massabruk. I närheten av massabruket ligger Rottneros järnvägsstation.

## Galleri

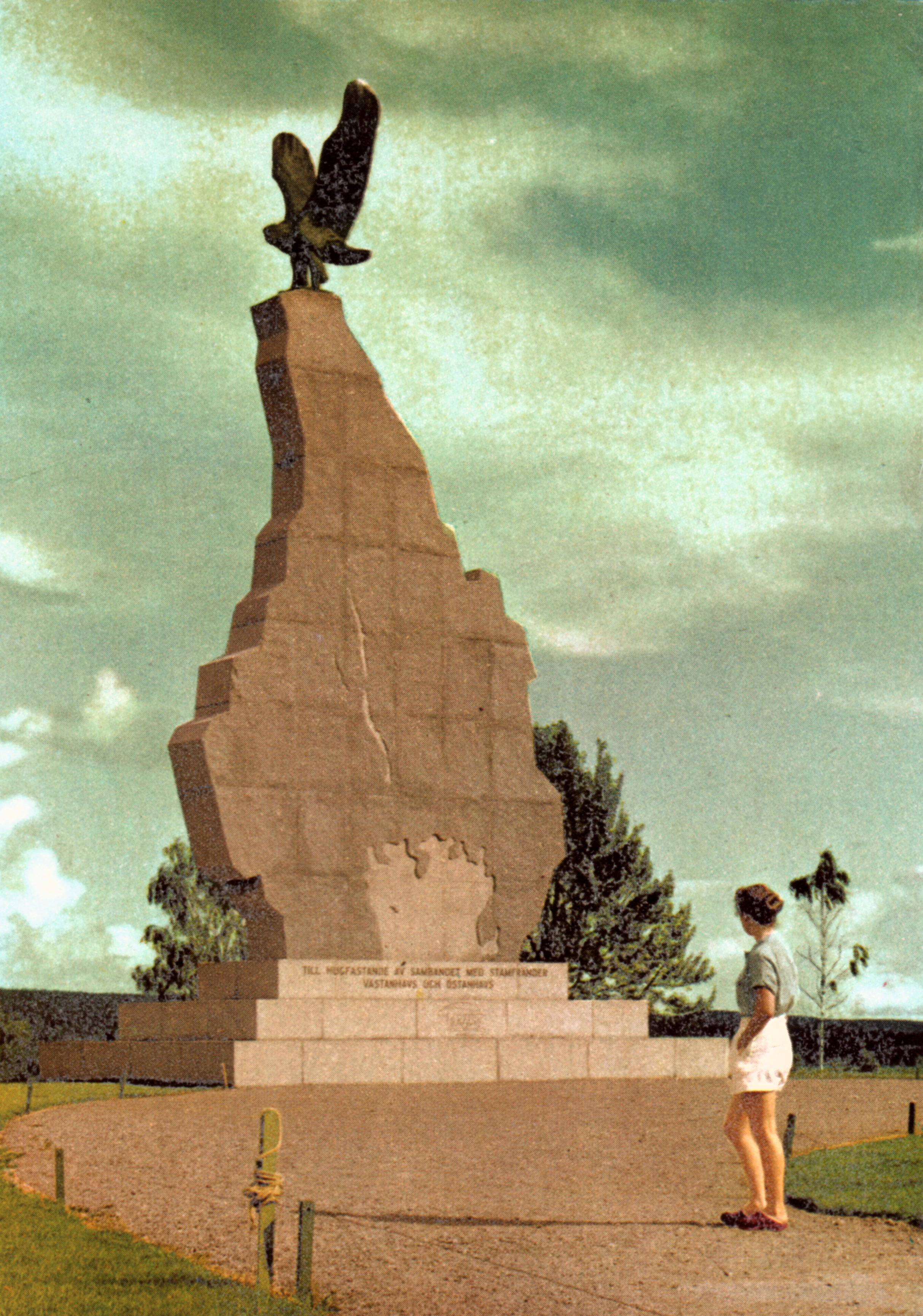
Stamfrändemonuentet Rottneros, 1960-talet.
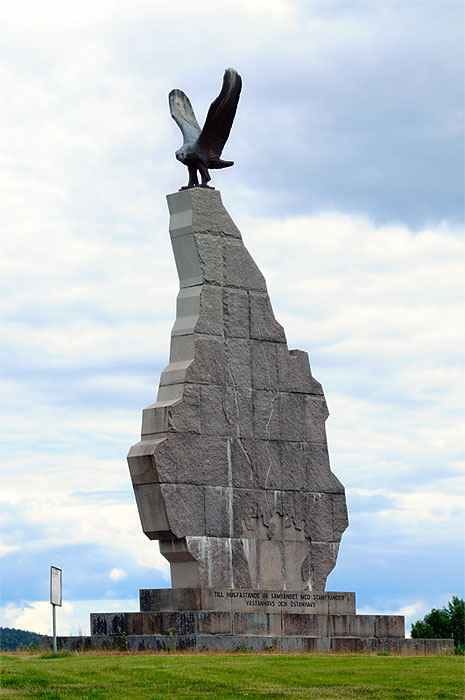
Stamfrändemonumentet Rottneros, juli 2008.
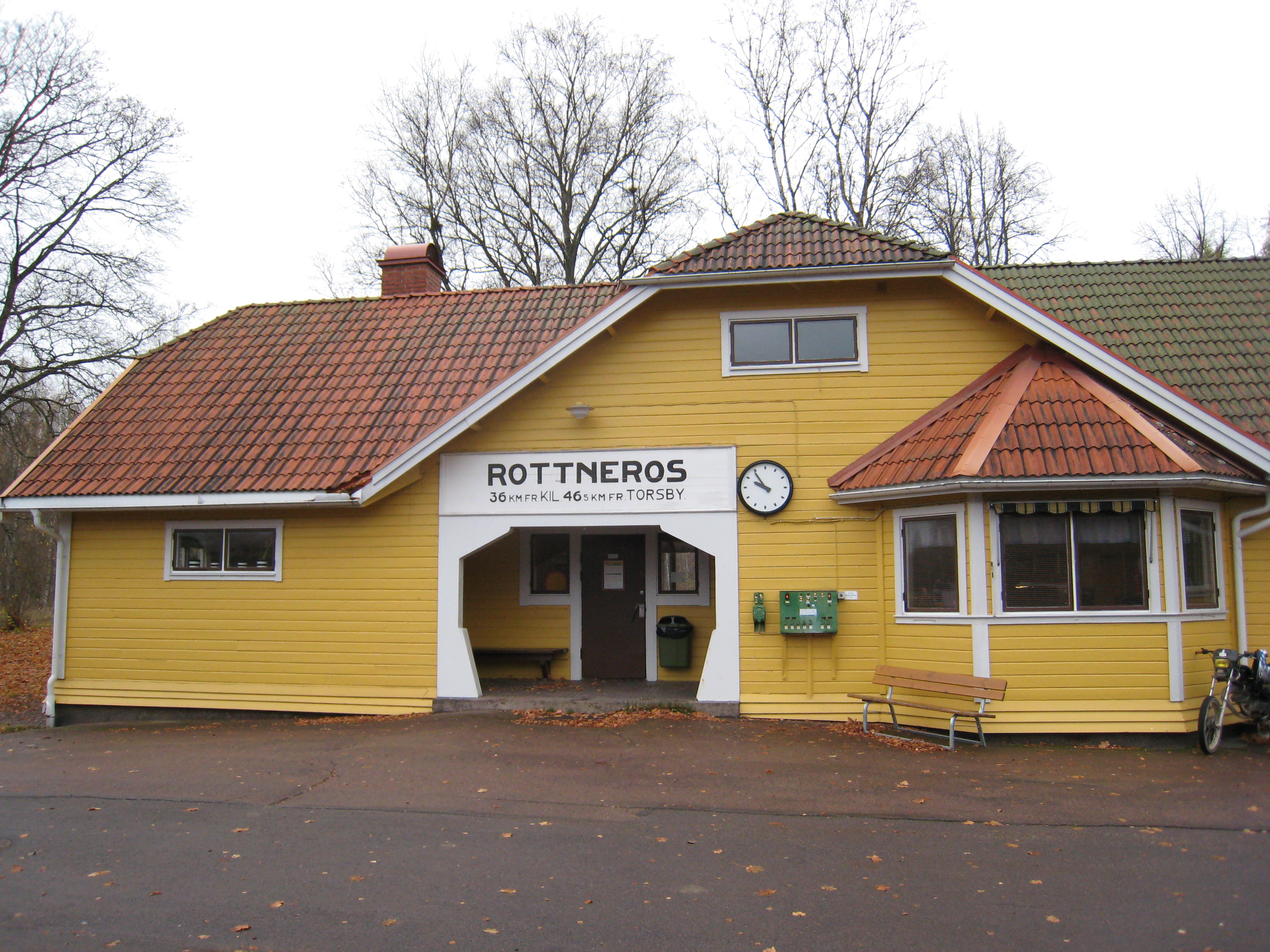
Rottneros järnvägsstation 2008.